# Pivovar U Fleků
Pivovar u Fleků je jeden z nejstarších českých pivovarů, který se nachází v Praze v městské části Praha 1 na Novém Městě v Křemencově ulici. Kromě pivovaru nabízí podnik také restauraci, Kabaret U Fleků a také expozici Pivovarského muzea U Fleků.

## Historie pivovaru

### Vznik pivovaru
Starobylost domu, kde se dnes nachází flekovský pivovar, dokumentuje gotické zdivo tří sklepení, jež místy vystupuje až do patra. Trámy varny pochází ze 14. století.  První písemná zmínka o existenci starobylého domu Na Křemenci je již z roku 1430, kdy dům patřil barvíři Petrovi.
Jisté je, že v roce 1499 dům U dvou strak, kde se nyní pivo vaří, koupil Vít Skřemenec se svou manželkou Dorotou od Heinricha Skržemence a začal v něm provozovat sladovnické řemeslo. Pivovar pak častokrát měnil majitele.

### Důležité historické mezníky
Vavřinec Skřemene se svou manželkou Magdalenou přebírá dům v roce 1533. Příliš se mu nevedlo a pivovar v roce 1537 prodává sladovníku Vavřinci Křemencovi.
V roce 1576 získala dům Ludmila, řečená Křemencová. Za jejího života (měla mimochodem čtyři manžely) prošel pivovar druhým obdobím rozkvětu.
Po bitvě na Bílé hoře byl celý dům zkonfiskován tehdejší majitelce Kateřině Ulrichové, která emigrovala.
Vojtěch Záhořanský s chotí Ludmilou kupuje dům v dražbě v roce 1722 a vede si úspěšně (v roce 1725 vařil pivovar 19 várek, což je 380 sudů, z 24 maximálně povolených várek).
Roku 1762 podnik zakoupil Jakub Flekovský, jehož jméno U Fleků nese dodnes. František Pštross přebírá pivovar v roce 1807. Téměř celé 19. století patřil dům s pivovarem rodině Pštrossových, za jejichž správy podnik dosáhl dnešního rozsahu. Rodina Pštrossova se tak stává majitelem pivovaru na více než sto let.
Pro pivovar je významný zejména rok 1843, kdy se zde poprvé začal vařit proslulý Flekovský tmavý 13° ležák. Ten se zde vaří dodnes.
V roce 1898 si pivovar pronajal Josef Karel Khop, který se zasloužil o další významné zvelebení pivovaru a restaurace. V roce 1902 je upravena veranda Jitrnice, stará sladovna je přestavěna na Rytířský sál.
Po úpravách z let 1900-1910 podle plánů Rudolfa Koukoly a Františka Sandera dostal pivovar současnou podobu a skladbu prostor. Výzdobu stěn malbou a sgrafity provedl zdejší stálý host, akademický malíř Láďa Novák ve stylu historismu, resp. novogotiky.
V roce 1905, po smrti J. K. Khopa, nastupuje jako sládek Václav Brtník. U Fleků pracoval od roku 1898. Po 5 letech se stává společníkem Marie Khopové, vdovy po J. K. Khopovi.
Marie Khopová a V. Brtník kupuje v roce 1920 od J. Pštrossové pivovar a stávají se spolumajiteli. Po smrti Marie Khopové se stává jeho jediným majitelem V. Brtník. Podnik zvelebuje a vede jej až do své smrti v roce 1937.
V roce 1937 přechází podnik do rukou jeho tří synů, Josefa, Václav a Františka. Nejmladší z nich, František, vyučený sládek, jej provozoval do roku 1948.  
V následujícím roce 1949 jim byl podnik zkonfiskován a znárodněn.

### Současnost
V roce 1959 byl podnik rozdělen na pivovar, který zůstal u Pražských pivovarů a restaurací, kterou převzal podnik RaJ Praha 1. V letech 1949 až 1989 prošel pivovar rekonstrukcí hlavně na počátku padesátých let. V průběhu dalších desetiletí se však vyskytly i úvahy o jeho zrušení. Vědomí jeho výjimečnosti a tradice však zvítězily a v roce 1983 bylo započato s další rekonstrukcí, jež byla dokončena v roce 1986, díky které dostal dnešní vzhled. Z ní vyšel pivovar jako moderní, a přitom unikátní historický provoz.
Rodina Brtníkových pak v roce 1991 získala zpět v restituci restauraci a o rok později i pivovar. V roce 1999, kdy se připomínalo 500 let existence pivovaru rodina Brtníků založila v objektu pivovarské muzeum. Zajímavostí pivovaru je mj. i to, že předposlední sládek Ivan Chramosil v pivovaru pracoval přes 40 let. Současným sládkem je od roku 2010 pravnuk legendárního sládka Václava Brtníka Michael Adamík.

## Restaurace a zahrada
Areál restaurace je rozčleněn na několik sálů a sálků s originálními názvy: Staročeská, Velký sál, Kufr, Akademie, Rytířský sál zvaný Emauzy, Jitrnice, Václavka a Chmelnice – sídlo flekovského kabaretu. Každá z místností má svou bohatou historii a může se pochlubit unikátní výzdobou, o niž se postarali význační čeští umělci, patřící ke stálým hostům restaurace. V jedné z místností pivovaru je strop z jedlového dřeva, jehož stáří historici odhadují na téměř šest set padesát let. V areálu pivovaru je zahrada, která nabízí 500 míst k sezení.

## Flekovské pivo a jeho produkce

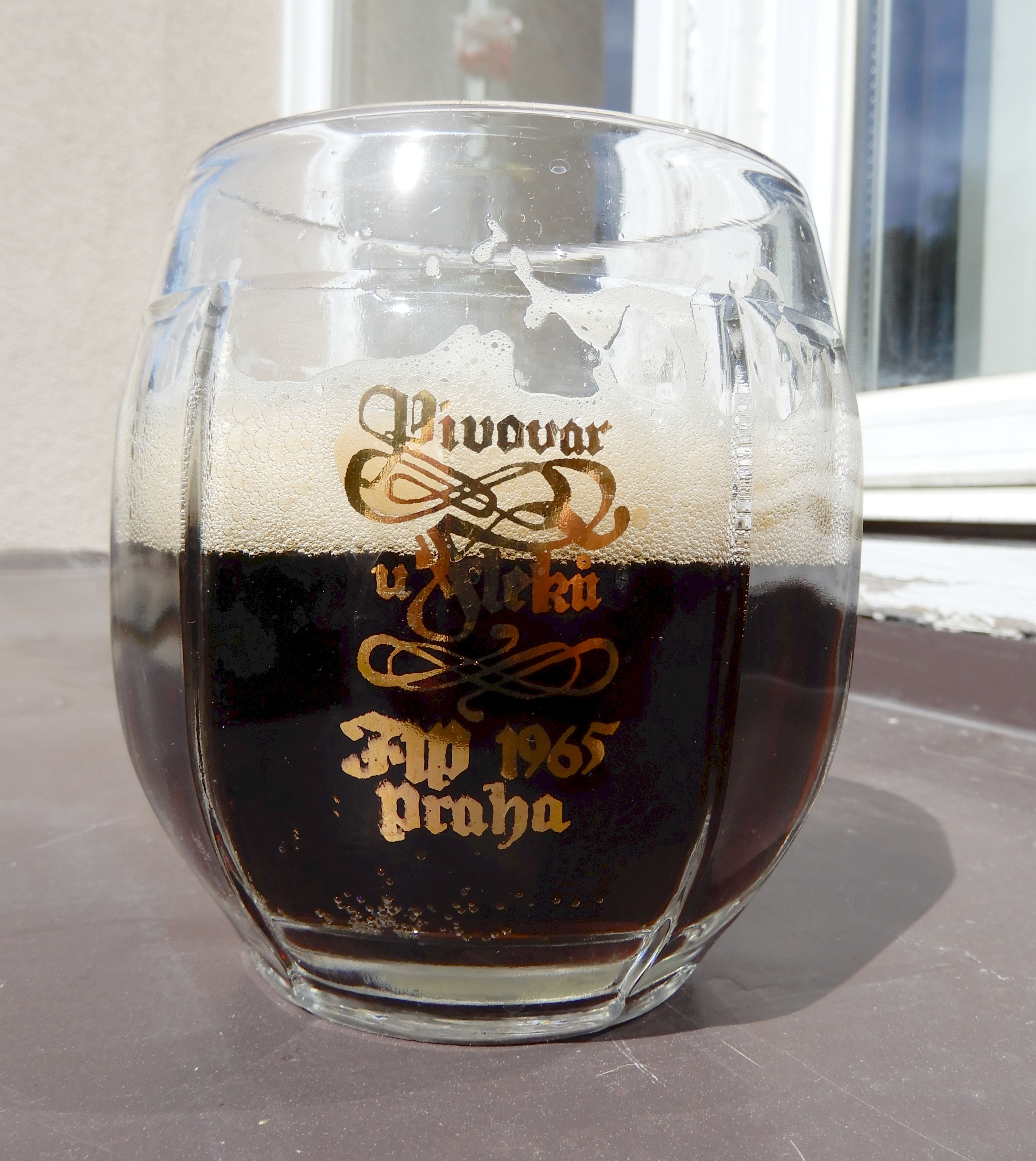
Pamětní půllitr pivovaru U Fleků z roku 1965

V pivovaru se vaří Flekovský tmavý 13° ležák. Jedná se o spodně kvašené pivo vařené po bavorském způsobu. Používají se čtyři slady, žatecký poloraný červeňák a speciální kvasnice. Pivo se nikam nevyváží, lze jej vychutnat pouze v restauracích pivovaru. Zákazníci si však mohou koupit pivo v ozdobných lahvích, které se staly sběratelskou raritou.
Ročně se uvaří kolem 2 800 hl flekovského ležáku.

## Osobnosti a pivovar
Pivovar se stal v 19. i ve 20. století zajímavým společenským centrem v Praze. Pro kvalitu jeho piva jej často navštěvovaly významné osobnosti především české politické scény, ale i kultury. Občas na pivo do pivovaru U Fleků zašel divadelník a obrozenec J. K. Tyl, herci z nedalekého Národního divadla Jindřich Mošna a o mnoho let později třeba Eduard Vojan nebo Rudolf Deyl. Kolem roku 1890 pivovarskou restauraci navštěvovali spisovatelé Jakub Arbes a Jan Neruda, malíř Mikoláš Aleš, sochař J. V. Myslbek, architekt Jan Kotěra nebo písničkář Karel Hašler.
Občas na flekovské zašla pěvkyně Ema Destinnová, spisovatel Alois Jirásek a později třeba herec Jan Werich.
V době socialismu pivovar sloužil jako místo, kde si odbornou praxi odbývali pozdější vynikající čeští pivovarníci, jako Václav Berka nebo Josef Krýsl působící později v Plzeňském Prazdroji nebo Jiří Boček z Budějovického Budvaru.
Pivovarská restaurace se však může chlubit i jednou zajímavostí. Roku 1911 zde skupina chorvatských studentů založila po zhlédnutí zápasu Sparty se Slavií klub HNK Hajduk Split.

## Kabaret a divadlo
- Od 19. století až do 80. let 20. století zde sídlily různé společnosti divadelníků, muzikantů, jednotliví komici a kabaretiéři. Pravidelně zde vystupovali Zdeněk Najman, Vítězslav Černý, Stanislav Fišer, Ljuba Hermanová a další, natáčely se zde televizní estrády (např. Dostaveníčko U orloje).
- Na přelomu 19. a 20. století se zde hrálo loutkové divadlo Klubu vlasteneckých přátel dr. Paříka a Třebenic.[7]

## Galerie

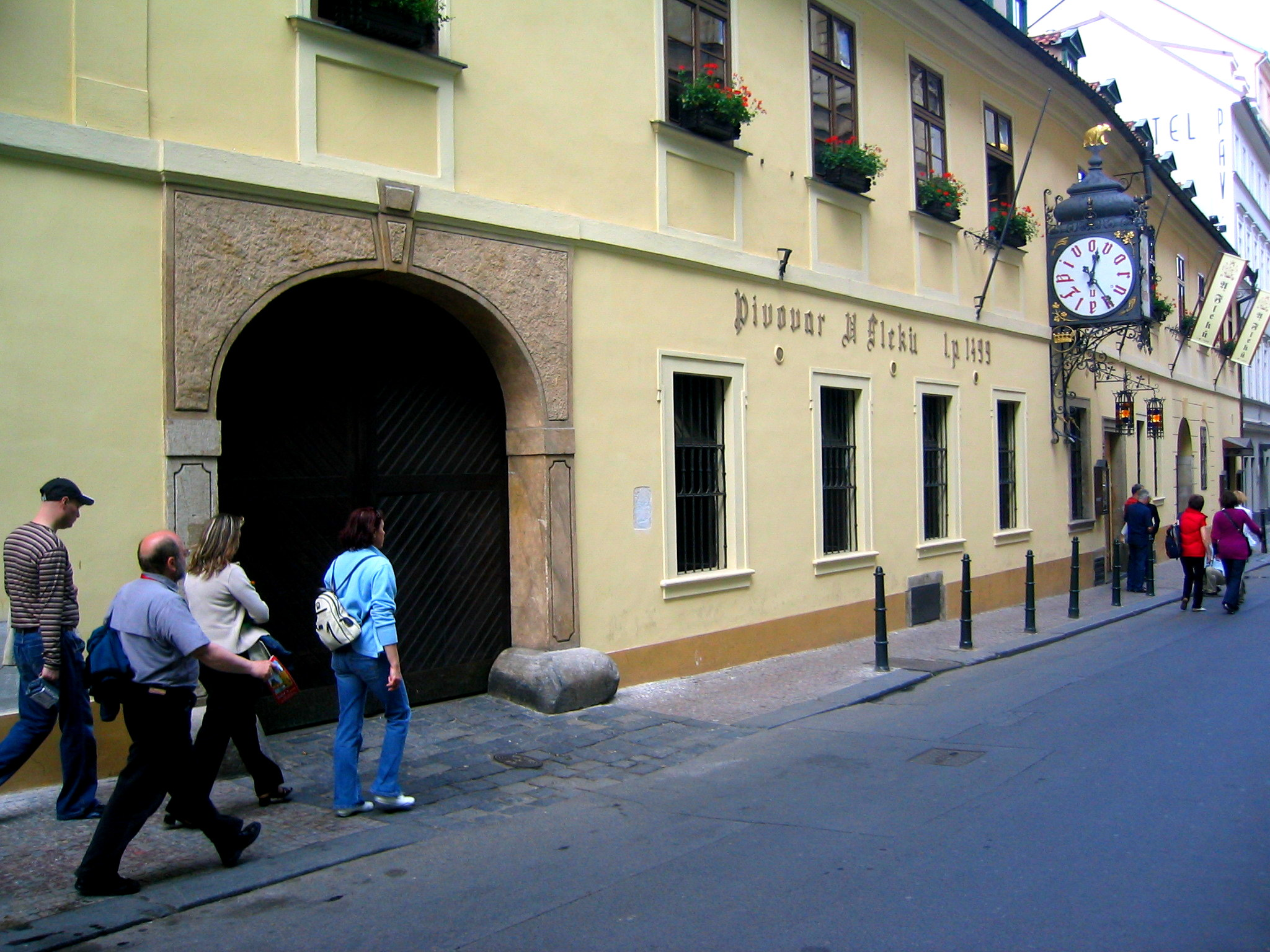
Křemencová ulice
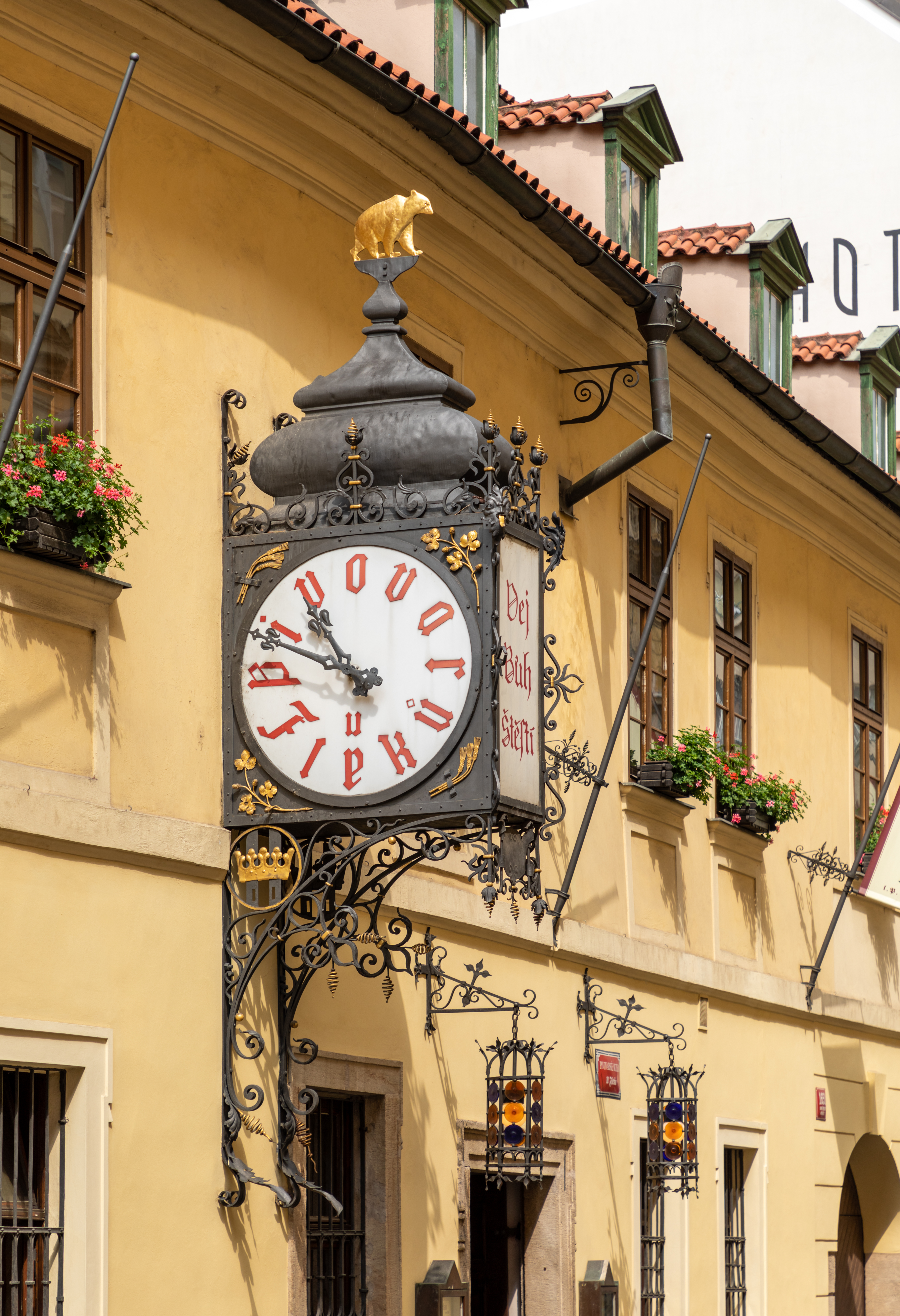
Vstupní průčelí roku 2019
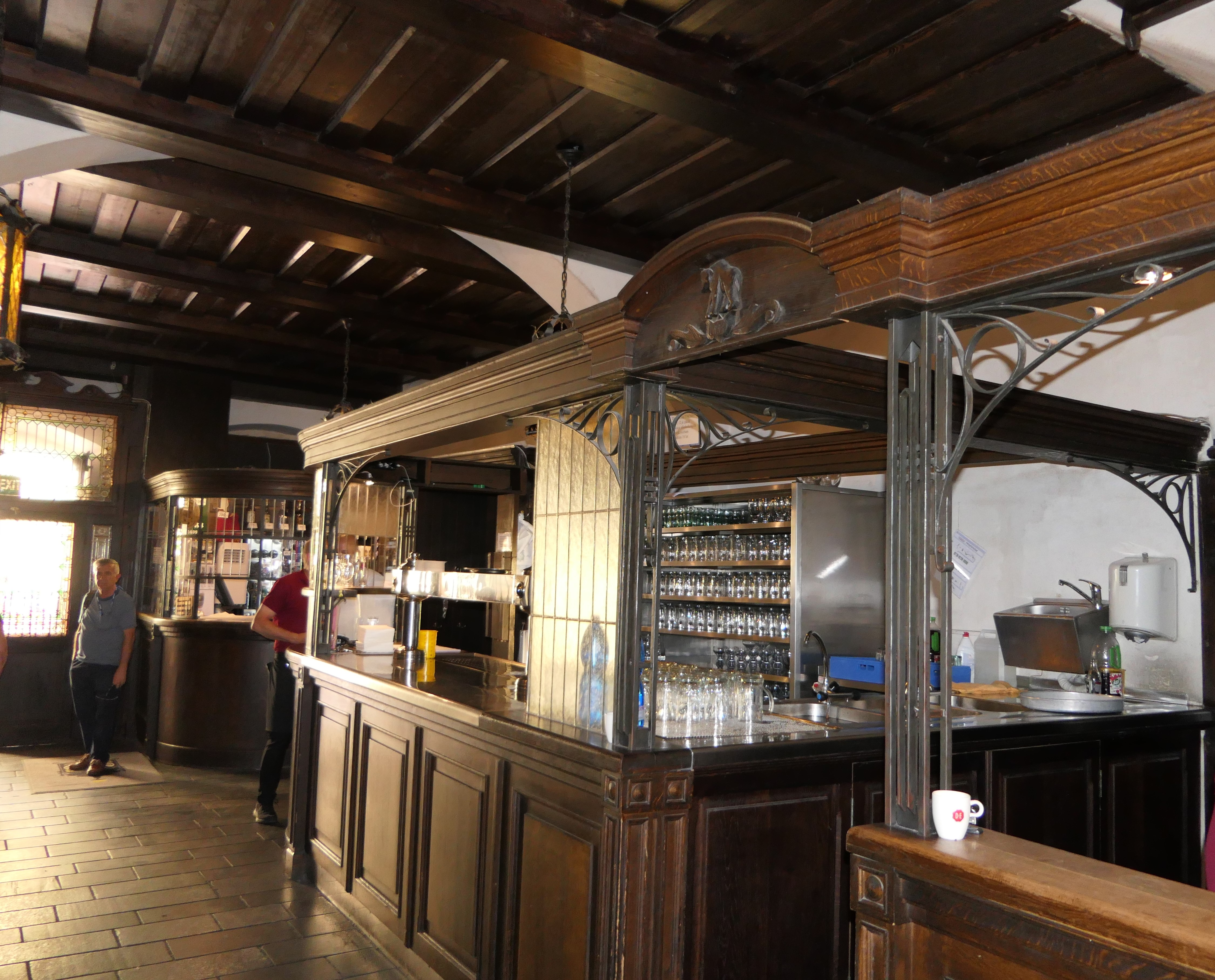
Výčep
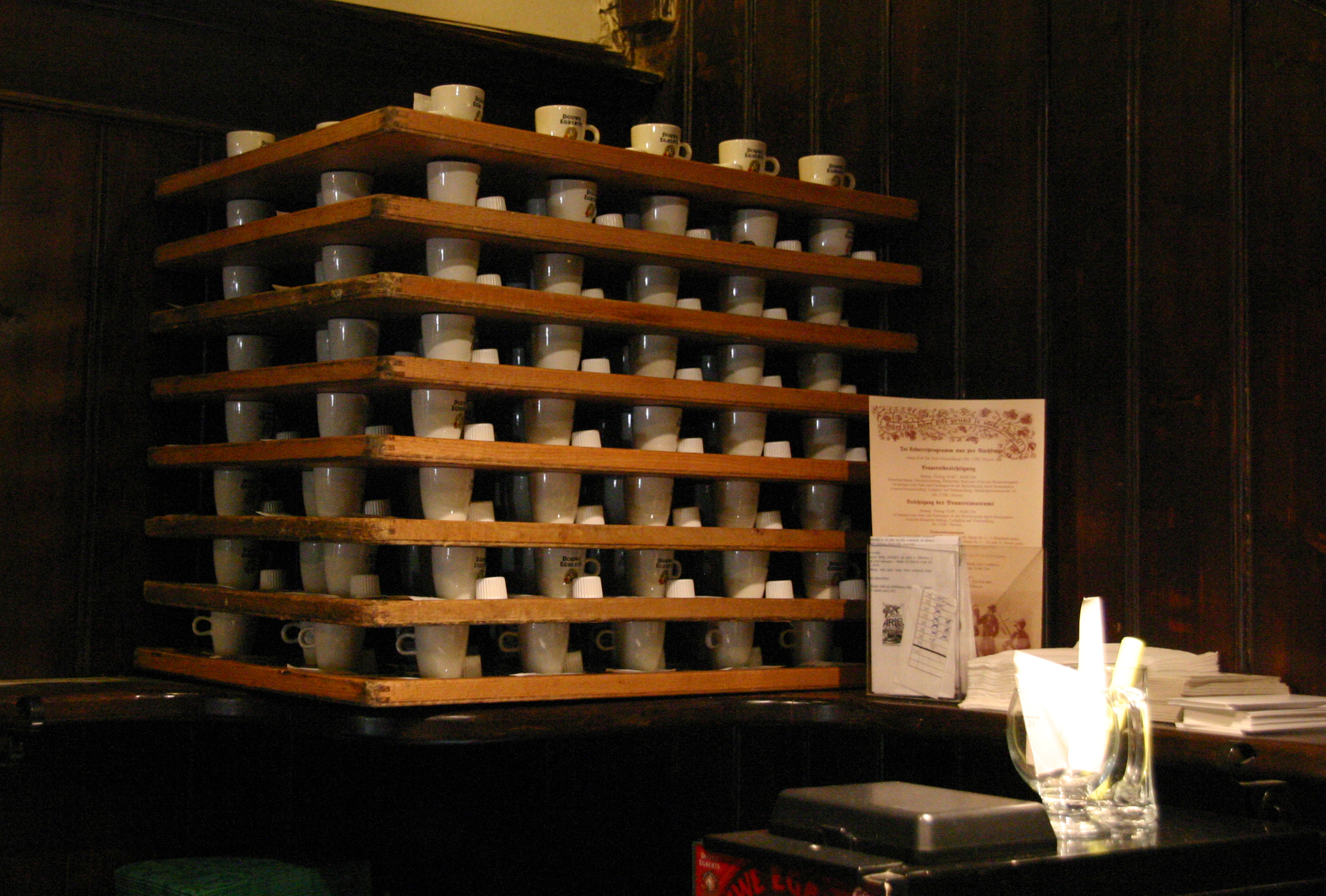
Šálky na espresso
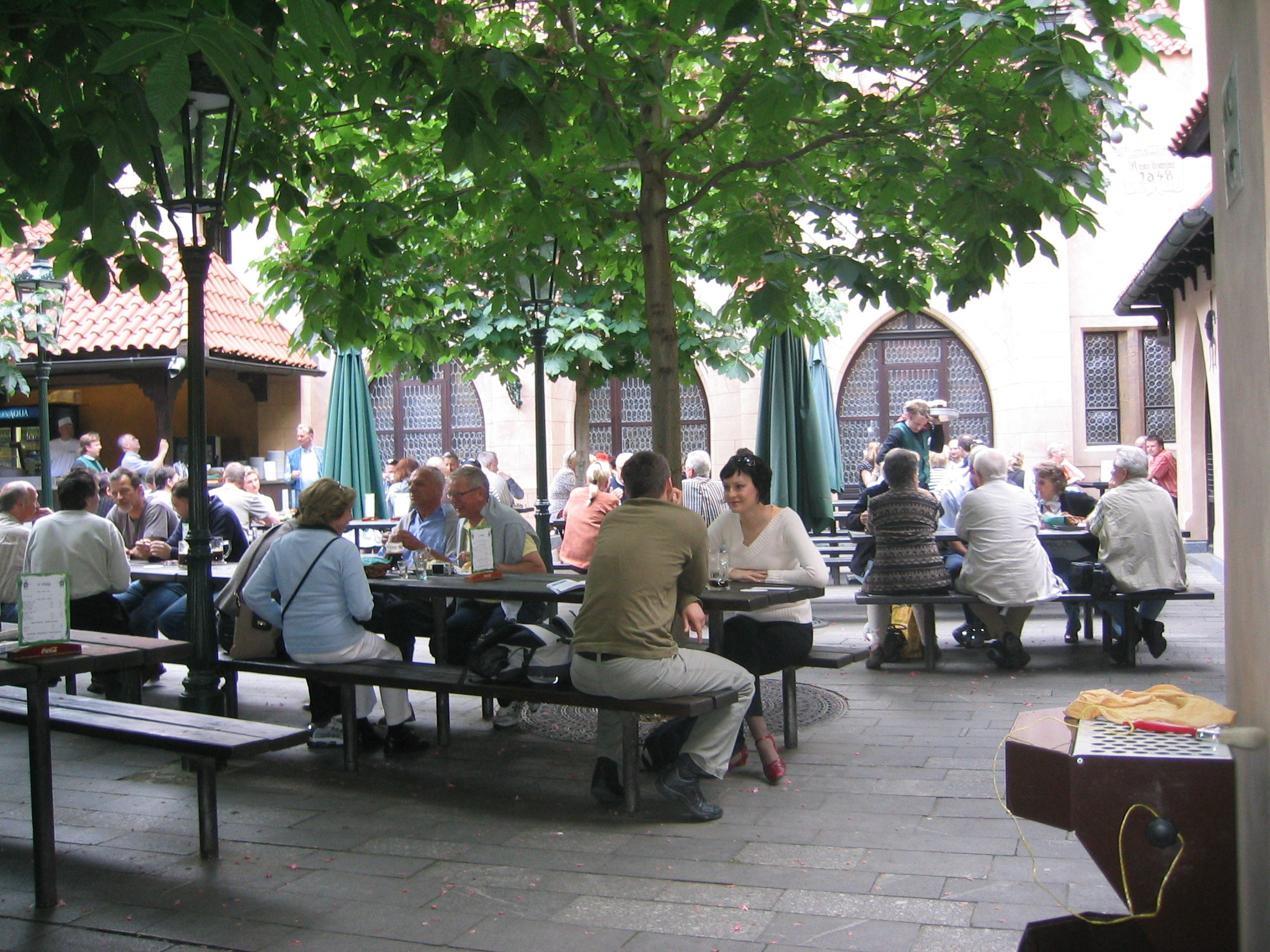
Zahrada s kaštany
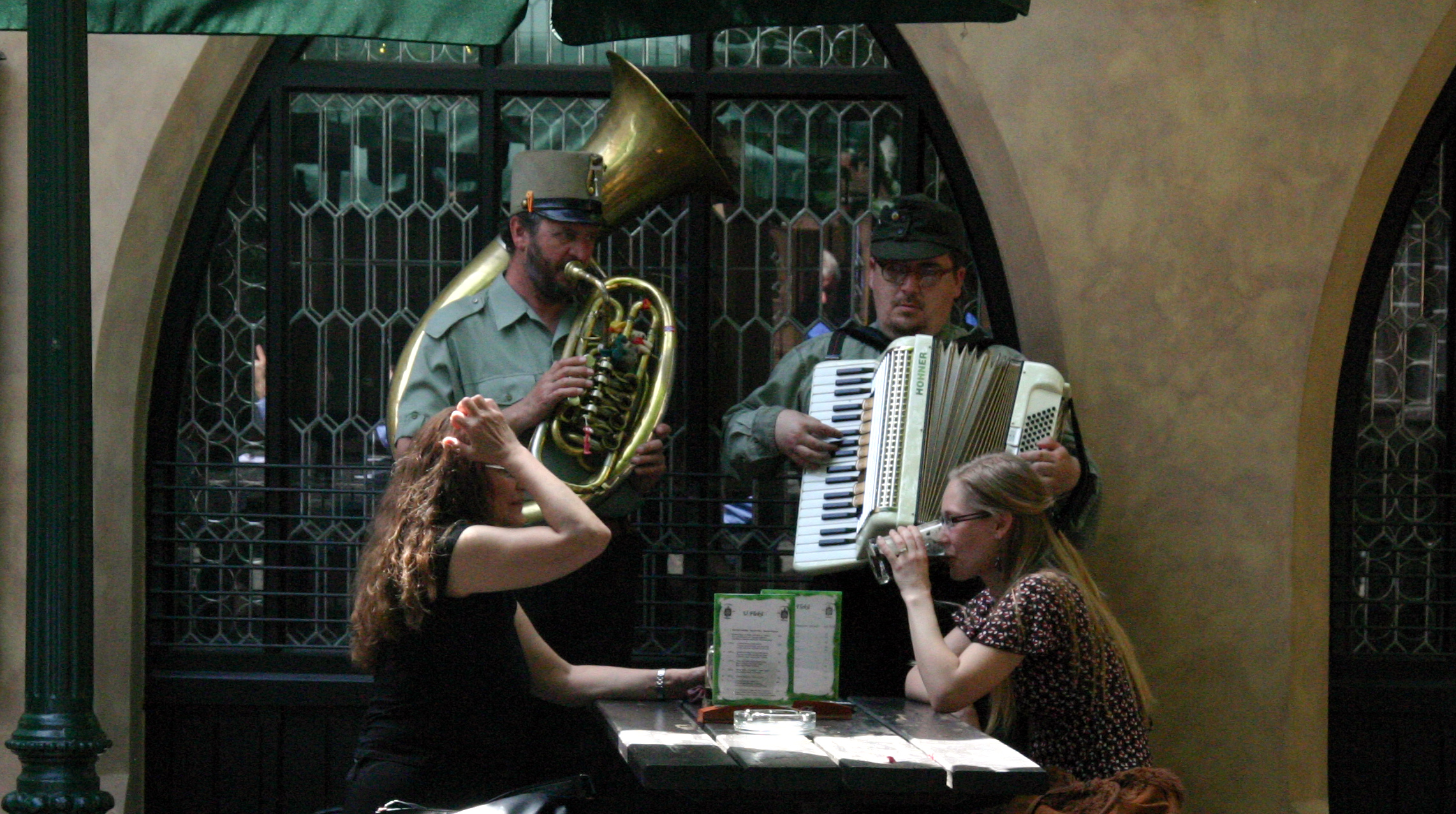
Hudebníci
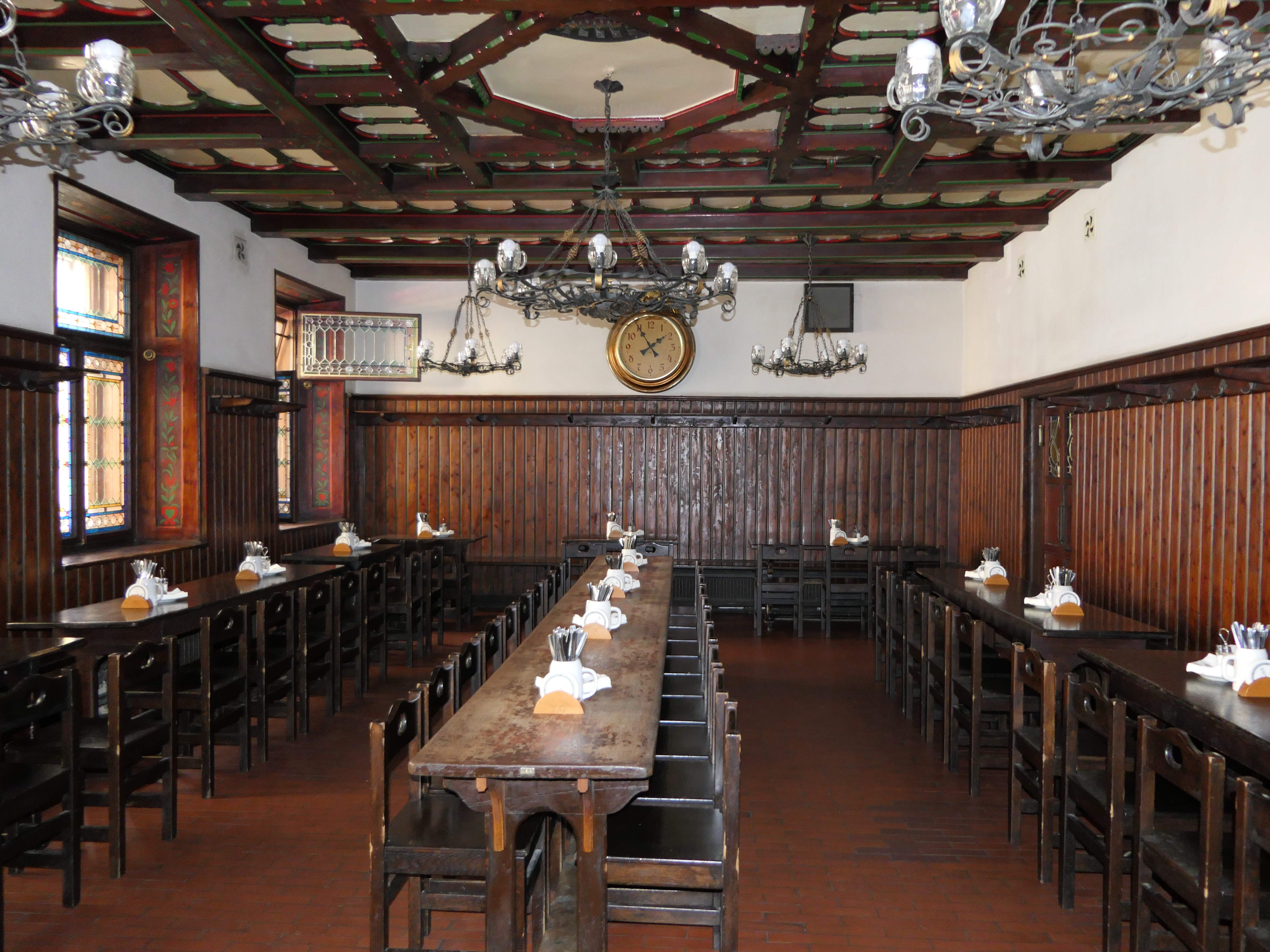
Sál restaurace
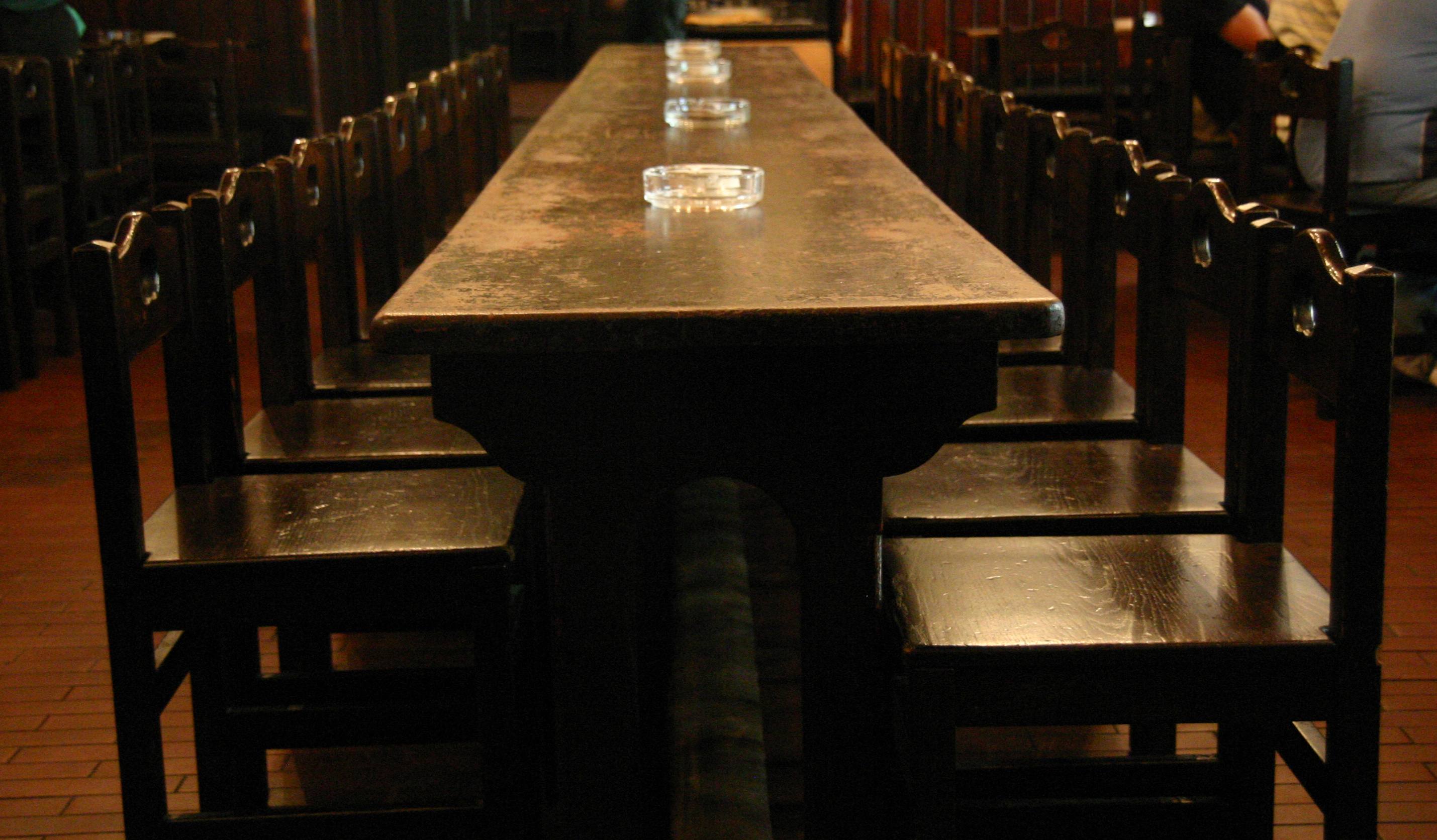
Dlouhý stůl
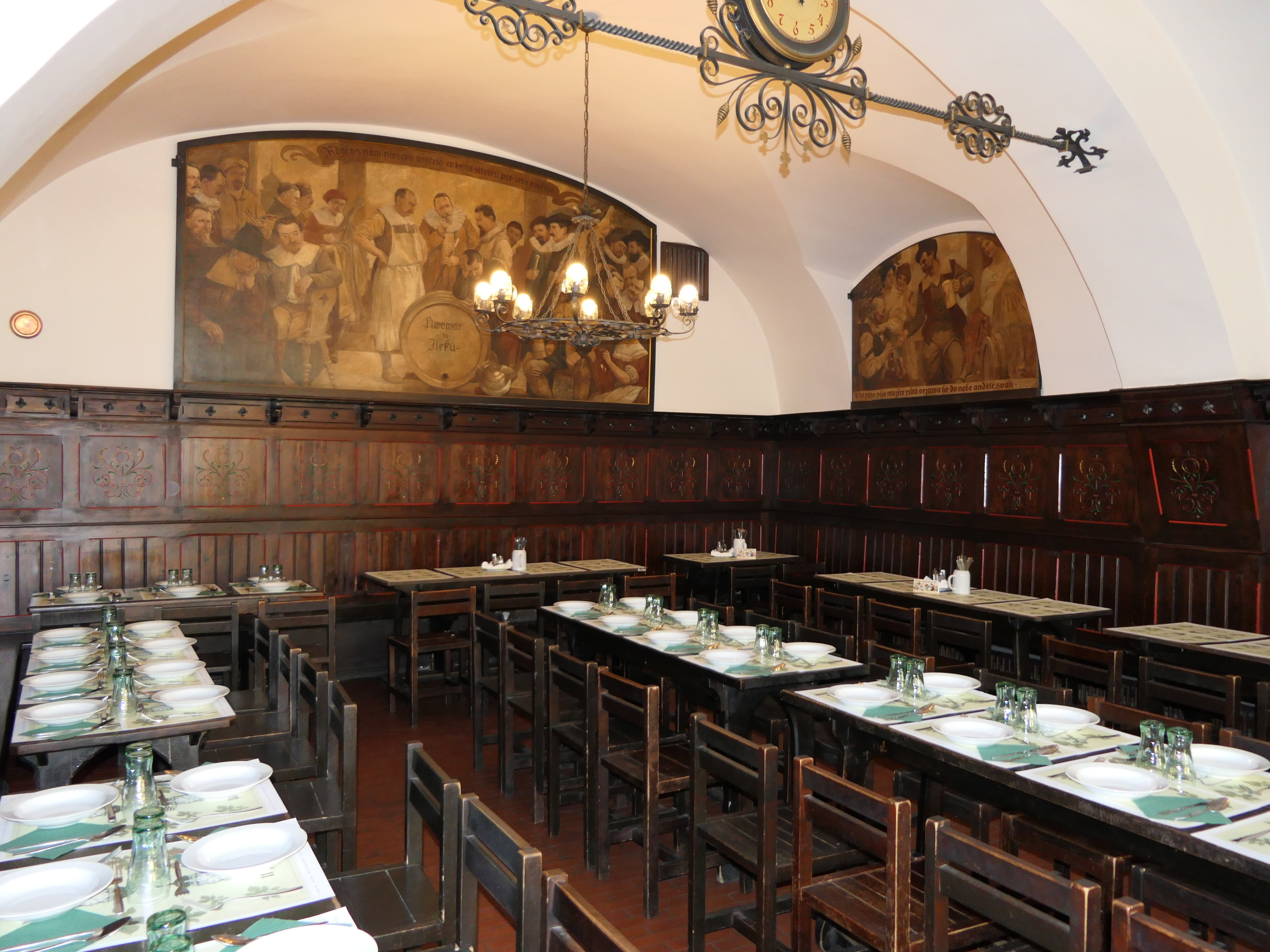
Sál "Akademická" s malbou Ládi Nováka